# Славко Штімац
Славко Штімац (серб. Slavko Štimac; *15 жовтня 1960, Коньско Брдо, сучасна Хорватія) — сербський актор.

## Творчість
Славко Штімац почав свою кар'єру в 1972 році з ролі у хорватському дитячому фільмі «Vuk samotnjak». Після цього знявся в багатьох популярних югославських фільмах 1970-х та 1980-х років, де грав дітей та підлітків. Цей типаж, створений в молодості, погано позначився на його кар'єрі. Йому пропонували підліткові ролі, коли йому було вже під 30 років.
Штімац зіграв головну роль в 2004 році, у фільмі Еміра Кустуріци «Життя як диво».
Всього за свою кар'єру зіграв вже більш ніж у тридцяти фільмах.

## Вибрана фільмографія
- 1972 — Вук самотњак
- 1977 — Залізний хрест
- 1977 — Specijalno vaspitanje
- 1981 — Чи пам'ятаєш ти Доллі Белл?
- 1984 — Варљиво лето '68
- 1995 — Андеґраунд
- 2004 — Життя як диво
- 2006 — Оптимісти
- 2008 — Турне
- 2011 — Коріолан